# Giovanni Ribisi

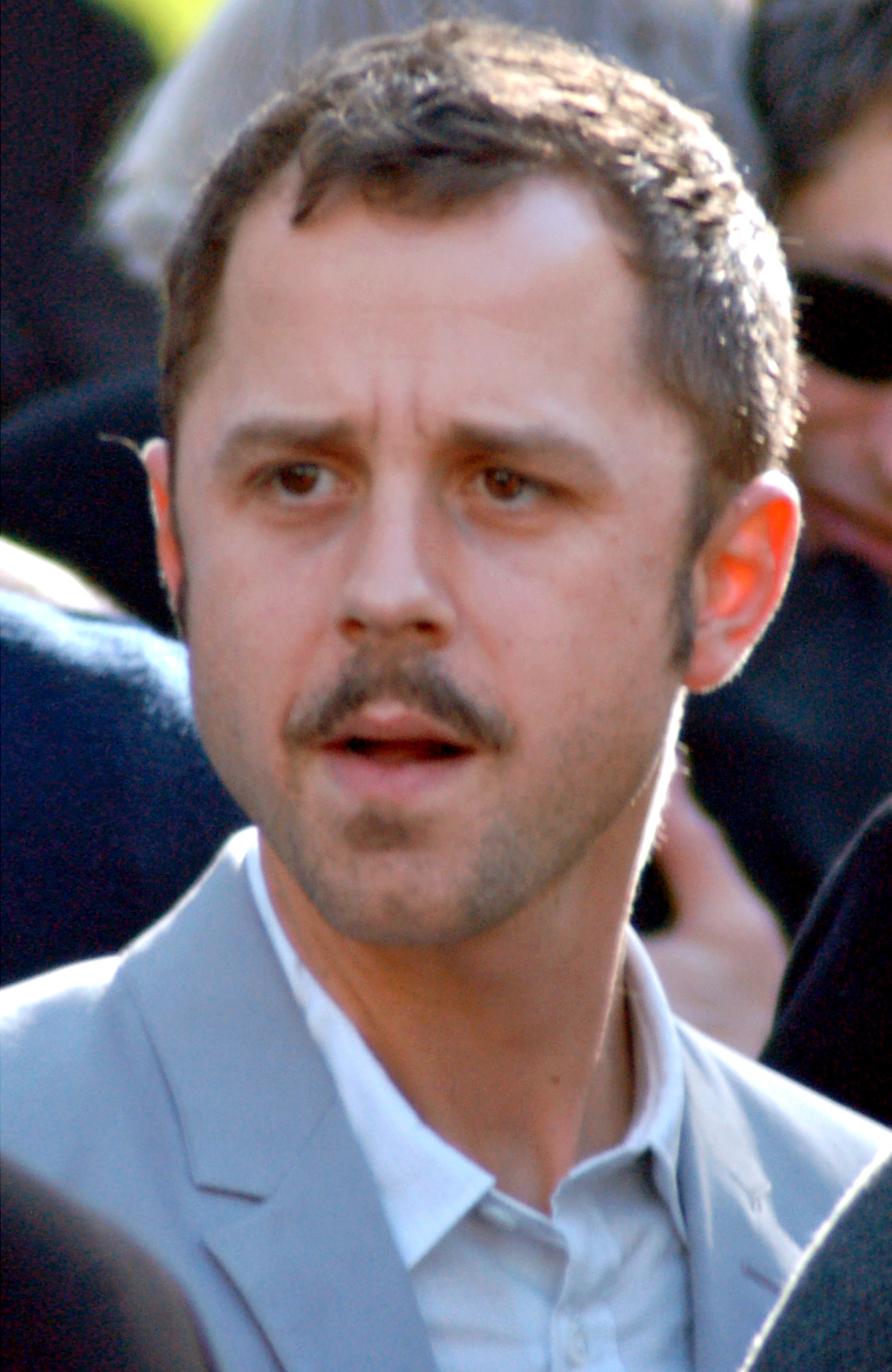
Giovanni Ribisi (2009)

Antonino Giovanni Ribisi (* 17. Dezember 1974 in Los Angeles, Kalifornien) ist ein US-amerikanischer Schauspieler.

## Leben
Giovanni Ribisi und seine Zwillingsschwester, die Schauspielerin Marissa Ribisi, sind Kinder des Filmproduzenten und Agenten Gay Ribisi. Seine jüngere Schwester Gina Ribisi ist ebenfalls Schauspielerin. Die Familie hat italienische Vorfahren.
Giovanni Ribisi nahm Schauspielunterricht am Beverly Hills Playhouse.
Ribisi war von 1997 bis 2001 mit der Schauspielerin Mariah O’Brien verheiratet, mit der er eine Tochter (* 1997) hat. Danach hatte er eine Beziehung mit Carla Azar, Musikerin und Schlagzeugerin der Band Autolux. Am 22. Juni 2012 wurde bekannt, dass er heimlich das britische Topmodel Agyness Deyn geheiratet hat. 2015 gaben beide die Trennung bekannt. Zuvor führte Ribisi vier Jahre lang eine Beziehung mit der Sängerin Cat Power. Sein Schwager ist der Musiker Beck.
Ribisi ist Mitglied der Scientology-Kirche.

## Karriere
Sein Fernsehdebüt hatte Ribisi in einer Doppelfolge der Serie Ein Engel auf Erden im Jahr 1985. Es folgten weitere Nebenrollen und Gastauftritte in verschiedenen US-Fernsehserien wie Eine schrecklich nette Familie, Wunderbare Jahre und Akte X – Die unheimlichen Fälle des FBI.
1995 spielte Ribisi erstmals in einem Kinofilm: In Wes Cravens Horrorfilm Mindripper war er in einer Nebenrolle zu sehen. In der weltweit erfolgreichen Sitcom Friends spielte er von 1995 bis 2003 die Rolle des Frank Buffay Jr., Phoebe Buffays (Lisa Kudrow) jüngeren Bruder, was seine Bekanntheit erheblich steigerte.
Parallel zu seinem Engagement bei Friends hatte er Rollen in den Filmen That Thing You Do! (1996) von und mit Tom Hanks, Lost Highway (1997) von Regisseur David Lynch sowie in Kevin Costners Postman (1997).
Der Durchbruch gelang ihm schließlich in Steven Spielbergs Kriegsfilm Der Soldat James Ryan (1998) als T-4 Medic Irwin Wade. Danach hörte man ihn als Erzähler, unter der Regie von Sofia Coppola in The Virgin Suicides (1999), anschließend erhielt er die Rolle des John in Lost in Translation (2003), wobei er neben Bill Murray, Scarlett Johansson und Anna Faris zu sehen war. Im Jahr 2000 stand er mit Nicolas Cage und Angelina Jolie in Nur noch 60 Sekunden als Kip Raines vor der Kamera. Im selben Jahr spielte er an der Seite von Cate Blanchett, Katie Holmes und Keanu Reeves im Mystery-Thriller The Gift – Die dunkle Gabe mit. 2003 hatte er außerdem eine Nebenrolle in Unterwegs nach Cold Mountain und 2007 wurde er für seine Gastrolle in der Fernsehserie My Name Is Earl für einen Emmy nominiert. Im Jahr 2009 verkörperte Ribisi den Kriminellen Alvin Karpis in Public Enemies. Im selben Jahr sah man ihn als Parker Selfridge im finanziell erfolgreichsten Film aller Zeiten, Avatar – Aufbruch nach Pandora. Diese Rolle übernahm er erneut in der Fortsetzung Avatar: The Way of Water (2022). 
2012 war Ribisi in der Komödie Ted zu sehen, bei der Seth MacFarlane Regie führte. Ebenfalls unter der Regie von MacFarlane spielte er von 2013 bis 2014 eine Rolle in der Sitcom Dads und 2014 in der Western-Komödie A Million Ways to Die in the West.
Für den Film Some Girl (1998) nahm Ribisi zusammen mit seiner Filmpartnerin Juliette Lewis einen Song auf. 2006 trat Ribisi in dem Video zu Crystal Ball der englischen Band Keane auf. Ab 2015 übernahm Ribisi die Hauptrolle in der Serie Sneaky Pete, deren erste Staffel im deutschsprachigen Raum Anfang 2017 auf Amazon Video ausgestrahlt wurde. Die Serie endete 2019. Sein schauspielerisches Schaffen umfasst rund 100 Film- und Fernsehproduktionen. Für den 2023 veröffentlichten Film Strange Darling war Ribisi erstmals als Chefkameramann tätig. Zuvor hatte er die Kameraarbeit bei einigen Musikvideos übernommen.

## Filmografie
- 1985: Ein Engel auf Erden (Highway to Heaven, Fernsehserie, 2 Folgen)
- 1985: Simon & Simon (Fernsehserie, Folge 5x05 Dreimal schwarzer Kater)
- 1985: Twilight Zone (The Twilight Zone, Fernsehserie, Folge 1x11 The Beacon/One Life, Furnished in Early Poverty)
- 1985–1989: Still the Beaver (Fernsehserie, 15 Folgen)
- 1986–1987: SideKicks – Karate Kid & Co. (Sidekicks, Fernsehserie, 4 Folgen)
- 1987–1989: Eine schrecklich nette Familie (Married with Children, Fernsehserie, 2 Folgen)
- 1987–1990: Ein Vater zuviel (My Two Dads, Fernsehserie, 30 Folgen)
- 1988: Warum muss Wesley sterben? (Promised a Miracle, Fernsehfilm)
- 1991: Blossom (Fernsehserie, Folge 1x01 Blossom Blossoms)
- 1991–1992: Davis Rules (Fernsehserie, 16 Folgen)
- 1992–1993: Wunderbare Jahre (The Wonder Years, Fernsehserie, 15 Folgen)
- 1993: The Positively True Adventures of the Alleged Texas Cheerleader-Murdering Mom (Fernsehfilm)
- 1993: Der Polizeichef (The Commish, Fernsehserie, 2 Folgen)
- 1993: Family Album (Fernsehserie, 6 Folgen)
- 1994: Walker, Texas Ranger (Fernsehserie, 2 Folgen)
- 1994: Ellen (Fernsehserie, Folge 1x01 Pilot)
- 1994: New York Cops – NYPD Blue (NYPD Blue, Fernsehserie, 2 Folgen)
- 1995: Heißes Pflaster Hawaii (Marker, Fernsehserie, Folge 1x08 Dead Man’s Marker)
- 1995: Akte X – Die unheimlichen Fälle des FBI (The X-Files, Fernsehserie, Folge 3x03 D.P.O.)
- 1995: Mindripper (The Outpost)
- 1995: Chicago Hope – Endstation Hoffnung (Chicago Hope, Fernsehserie, Folge 2x04 Every Day a Little Death)
- 1995–2003: Friends (Fernsehserie, 9 Folgen)
- 1996: Die Gruft in den Sümpfen (The Grave)
- 1996: Out of Order (Fernsehserie, Folge Hey Joey)
- 1996: Tracey Takes On… (Fernsehserie, Folge 1x05 Family)
- 1996: That Thing You Do!
- 1996: subUrbia – Sixpacks, Sex + Supermarkets (SubUrbia)
- 1997: Lost Highway
- 1997: First Love, Last Rites
- 1997: Postman (The Postman)
- 1998: Scotch and Milk
- 1998: Some Girl
- 1998: Alptraum im Airport (Fernsehfilm)
- 1998: Phoenix – Blutige Stadt (Phoenix)
- 1998: Der Soldat James Ryan (Saving Private Ryan)
- 1999: Ganz normal verliebt (The Other Sister)
- 1999: Mod Squad – Cops auf Zeit (The Mod Squad)
- 1999: The Virgin Suicides (Stimme für Erzähler)
- 1999: Begierde – The Hunger (The Hunger, Fernsehserie, Folge 2x01 Die Zuflucht)
- 1999: Rage – Irrsinnige Gewalt (All the Rage)
- 2000: Pussykat
- 2000: Risiko – Der schnellste Weg zum Reichtum (Boiler Room)
- 2000: Nur noch 60 Sekunden (Gone in Sixty Seconds)
- 2000: The Gift – Die dunkle Gabe (The Gift)
- 2001: Black of Life (Fernsehserie, Folge 1x09 Wheel of Fire: Part 1)
- 2001: Schuss ins Herz (Shot in the Heart, Fernsehfilm)
- 2001: Dumm, dümmer … Spencer! (According to Spencer)
- 2002: Heaven
- 2003: Masked and Anonymous
- 2003: Basic – Hinter jeder Lüge eine Wahrheit (Basic)
- 2003: Lost in Translation
- 2003: The Fan – Schatten des Ruhms (I Love Your Work)
- 2003: Unterwegs nach Cold Mountain (Cold Mountain)
- 2004: Eine italienische Hochzeit (Love’s Brother)
- 2004: Sky Captain and the World of Tomorrow
- 2004: Der Flug des Phoenix (Flight of the Phoenix)
- 2005: The Big White – Immer Ärger mit Raymond (The Big White)
- 2005–2008: My Name Is Earl (Fernsehserie, 6 Folgen)
- 2006: Lightfield’s Home Videos
- 2006: Untitled Jason Lee Short (Kurzfilm)
- 2006: Streets of Philadelphia – Unter Verrätern (10th & Wolf)
- 2006: The Dog Problem
- 2006: Dead Girl (The Dead Girl)
- 2007: Verführung einer Fremden (Perfect Stranger)
- 2007: Gardener of Eden
- 2008: Espíritu del bosque (Stimme für Cebolo)
- 2008: Entourage (Fernsehserie, 2 Folgen)
- 2009: Middle Men
- 2009: Public Enemies
- 2009: Avatar – Aufbruch nach Pandora (Avatar)
- 2010: Memphis Beat (Fernsehserie, Folge 1x05 One Night of Sin)
- 2011: The Rum Diary
- 2012: Columbus Circle
- 2012: Contraband
- 2012: Ted
- 2013: Gangster Squad
- 2013–2014: Dads (Fernsehserie, 18 Folgen)
- 2014: A Million Ways to Die in the West
- 2014: Selma
- 2015: Ted 2
- 2015: Results
- 2015–2019: Sneaky Pete (Fernsehserie)
- 2016: The Bad Batch
- 2018: A Million Little Pieces
- 2022: The Offer (Fernsehserie)
- 2022: Avatar: The Way of Water
- 2023: Strange Darling
- 2024: Horizon – Eine amerikanische Saga – Kapitel 1 (Horizon: An American Saga – Chapter 1)
- 2024: Horizon – Eine amerikanische Saga – Kapitel 2 (Horizon: An American Saga – Chapter 2)

## Synchronsprecher
Ribisi wird vorwiegend von Gerrit Schmidt-Foß synchronisiert. Zwischen 1998 und 2004 synchronisierte ihn überdies mehrmals der im Juli 2014 verstorbene Philipp Brammer.

## Auszeichnungen
- 1986: Young Artist Awards: Nominiert Bester Gastdarsteller in einer Fernsehserie für Highway to Heaven
- 1989: Young Artist Awards: Nominiert Bester Hauptdarsteller in einem Fernsehfilm, Miniserie oder Special für Warum muss Wesley Sterben ?
- 1989: Young Artist Awards: Nominiert Bester wiederkehrende Schauspieler in einer Fernsehserie für My Two Dads
- 1990: Young Artist Awards: Nominiert Bester Hauptschauspieler in einer Fernsehserie für My Two Dads
- 1993: Young Artist Awards: Nominiert Bester wiederkehrende Schauspieler in einer Fernsehserie für Wunderbare Jahre
- 1999: Teen Choice Awards: Nominiert Film - Choice Actor
- 1999: ShoWest Convention: Gewonnen Männlicher Star von Morgen
- 1999: Screen Actors Guild Awards: Nominiert Bestes Schauspielensemble für Der Soldat James Ryan (mit restlichem Cast)
- 1999: Online Film Critics Society Award: Gewonnen Bestes Schauspielensemble für Der Soldat James Ryan (mit restlichem Cast)
- 2000: Teen Choice Awards: Nominiert Film - Choice Liar für Risiko – Der schnellste Weg zum Reichtum
- 2001: Independent Spirit Awards: Nominiert Bester Nebendarsteller für The Gift - Die Dunkle Gabe
- 2001: Saturn Awards: Nominiert Bester Nebendarsteller für The Gift - Die Dunkle Gabe
- 2002: Pula Film Festival: Gewonnen Bester Schauspieler - Fremdsprachiger Film für Heaven
- 2002: AFI Awards: Nominiert Schauspieler des Jahres - Fernsehfilm oder Miniserie
- 2005: Saturn Awards: Nominiert Bester Nebendarsteller für Sky Captain and the World of Tomorrow
- 2007: Emmy: Nominiert Bester Gastdarsteller in einer Comedyserie für My Name is Earl
- 2010: Teen Choice Awards: Nominiert Choice Mocie: Hissy Fit für Avatar - Aufbruch nach Pandora